# Ferdinand Schneegans
Valentin Ferdinand Schneegans (* Dezember 1820 in Straßburg; † 31. Mai 1901 ebenda) war ein Jurist und Politiker im Reichsland Elsass-Lothringen.

## Familie
Schneegans war der Sohn des Friedensrichters und Kommunalpolitikers Valentin Schneegans (* 15. Juni 1787 in Straßburg; † 29. November 1849 ebenda) und dessen Ehefrau Élisabeth geborene Kuntz (* 31. August 1788 in Straßburg; † 28. Januar 1839). Er heiratete in erster Ehe Henriette Françoise Rousselot (* 3. März 1825 in Straßburg; † 16. Februar 1861 ebenda). Aus der Ehe gingen vier Kinder hervor: Ferdinand (* 6. April 1852 in Straßburg), Paul (* 29. November 1853), Henri (* 13. Oktober 1856 in Straßburg), Marie (* 1858 in Straßburg). Nach dem Tod der ersten Ehefrau heiratete er in zweiter Ehe Madeleine Hugel (* 11. Januar 1841 in Bischwiller). Er war ein Cousin von Carl August Schneegans.

## Leben
Schneegans besuchte das protestantische Gymnasium Straßburg und studierte dann an der Universität Straßburg Rechtswissenschaften. Nach dem Studium arbeitete er als Rechtsanwalt. Auch nach der Annexion von Elsass-Lothringen wirkte er weiter als Rechtsanwalt am Oberlandesgericht Colmar. Dort war er auch Präsident der Anwaltskammer.
Politisch war er zunächst Bonapartist und engagierte sich 1870 in einem Straßburger Komitee für das „Ja“ zur Volksabstimmung. Im Jahr 1872 schloss er sich den Straßburger „Autonomisten“ an. Bei den Bezirkstagswahlen im Juni 1873 in Straßburg-Ost verlor er gegen den ehemaligen entlassenen Vizebürgermeister von Straßburg, Weyer, mit 536 zu 1603 Stimmen. Da Weyer sich aber weigerte, den Abgeordneteneid gegenüber dem Deutschen Reich zu leisten, war Schneegans bei den Nachwahlen im Oktober 1873 der einzige Kandidat und wurde in den Bezirkstag Unter-Elsass gewählt. Als 1874 der Landesausschuss gebildet wurde, wurde Schneegans durch den Bezirkstag in den Landesausschuss gewählt. Politisch setzte er sich dafür ein, Elsass-Lothringen zu einem „Großherzogtum“ zu machen, das mit Deutschland verbunden war, nach dem Vorbild des Großherzogtums Luxemburg. Großherzog sollte jeweils der preußische Kronprinz sein. Er gehörte zu den Mitgliedern einer Delegation, die diese Frage im Herbst 1877 mit dem Kronprinzen von Preußen, dem späteren Kaiser Friedrich III., berieten. Es gelang aber nicht Kaiser Wilhelm I. von dem Modell zu überzeugen. Schneegans wurde bei den Bezirkstagswahlen im Juni 1879 wiedergewählt und erneut in den Landesausschuss gewählt. Bei den Wahlen von 1886 trat er nicht mehr an. Die Regierung ernannte ihn 1891 zum Staatsrat von Elsass-Lothringen. Er wurde mit dem Titel eines Justizrates und dem Kronenorden II. Klasse ausgezeichnet. Die Universität Straßburg ernannte ihn zum Ehrendoktor.